# Room 4 2
Room 4 2 was een Nederlands studioproject van eurohouse-producers Micro Mania (Marc Hartman en Roland Vernes) en Quincy Lizer (René van Verseveld).

## Geschiedenis
Eind 1992 brachten ze de single Over you uit en in 1993 volgden Baby he's mine en Colourblind love. Baby he's mine bereikte in het voorjaar van 1993 de 32e plaats in de Nederlandse Top 40, maar de andere singles kwamen niet verder dan de tipparade. Hetzelfde jaar verscheen ook het album The album. De zangeres op de nummers van Room 4 2 is de Amerikaanse Wendy Wright. Zij werd in 1990 in Los Angeles door René van Verseveld ontdekt en nam haar mee naar Nederland, waar ze net als Van Verseveld in Soest ging wonen. Daar werd zij naast twee Nederlandse zangeressen de leadzangeres van het raptrio Def la Desh & the Fresh Witness. Toen deze groep in 1993 uit elkaar viel, betrok Van Verseveld haar bij een groot aantal andere eurodanceprojecten, waaronder Room 4 2.
Na 1993 verschenen nog twee singles van Room 4 2, die beiden nauwelijks bekendheid kregen: The rhythm of life uit 1995 en U can't run, U can't hide met DJ Blackfoot uit 1997. Micro Mania en Quincy Lizer waren toen al niet meer bij het project betrokken. Na 1995 hebben zij überhaupt niet veel producties meer gedaan. Zangeres Wendy Wright verhuisde in 1994 terug naar Los Angeles om daar haar muzikale carrière uit te bouwen. In 2006 nam Van Verseveld nog een dancealbum op met haar, maar een jaar later verscheen haar eerste soloalbum met popmuziek. Marc Hartman bracht nog een aantal singles uit onder pseudoniemen als Micro Mania, Altered Ego, Anthrophia, The I.D., I.Q.-E.Q., Impulsive, Sunset Boulevard, T-Birds en The X. Midden jaren 90 werkte hij een tijd als masteringengineer in studio Wisseloord en als in-houseproducer voor platenmaatschappij Mecado. In 2011 duikt hij weer op als maker van Radio Veronica's APK-mixen.
Marc Hartman overleed in 2024.

## Discografie

### Singles
| Single met eventuele hitnotering(en) in de Nederlandse Top 40 | Datum van verschijnen | Datum van binnenkomst | Hoogste positie | Aantal weken | Opmerkingen |
| ------------------------------------------------------------- | --------------------- | --------------------- | --------------- | ------------ | ----------- |
| Over you                                                      |                       | 9-1-1993              | tip             |              |             |
| Baby he's mine                                                |                       | 17-4-1993             | 32              | 4            |             |
| Colourblind world                                             |                       | 18-12-1993            | tip             |              |             |